# Otto I. (Hessen)
Otto I. (* um 1272; † 17. Januar 1328 in Kassel) war ein Sohn des Landgrafen Heinrich I. von Hessen und dessen Gemahlin Adelheid von Braunschweig.

## Regierung
Nach dem Tod seines Vaters regierte Otto zunächst ab 1308 über das „Land an der Lahn“ (das „ober lant“ und spätere Oberhessen), das das Gebiet um Marburg, Gießen, Grünberg und Alsfeld umfasste. Sein Halbbruder Johann erhielt das „nider lant“ (das spätere Niederhessen), das Gebiet an der unteren Fulda, Eder, Schwalm, Werra und dem Oberlauf der Weser mit der Residenz Kassel. Nach Johanns Tod 1311 erbte Otto auch dessen Teil der Landgrafschaft und vereinigte sie damit wieder in einer Hand. Er residierte abwechselnd in Marburg und Kassel.
Otto führte eine lange Fehde gegen den Erzbischof von Mainz, Matthias von Buchegg, der ihm das Erbe seines im Jahre 1311 verstorbenen Halbbruders Johann, die Teil-Landgrafschaft Niederhessen, als heimgefallenes mainzisches Lehen streitig machte. 1327 nahm Mainz mit Hilfe Trierischer Truppen die Stadt Gießen ein, doch Aufstände der Bürger ermöglichten es Otto, die Stadt schnell wieder unter seine Kontrolle zu bringen. Erst nach Ottos Tod und dem Sieg seines Sohnes Heinrich II. bei Wetzlar und auf Vermittlung von König Johann von Böhmen im Jahr 1328 wurde die Fehde geschlichtet.
Für die Stadt Kassel sind mehrere Urkunden Ottos erhalten, in denen er der Stadt verschiedene Rechte und Freiheiten bestätigte.
Gegen das Stapelrecht der Stadt Münden, das sich nachteilig für Kassel auswirkte, ging Otto mit Entschiedenheit vor. Als der Herzog von Braunschweig-Lüneburg das Stapelrecht für die Hälfte allen Salzes, das Münden passierte, verlangte, bestand Otto auf dem gleichen Recht für Waren aus Münden, die Kassel passieren sollten.
Nach einigen Quellen versuchte Otto I. die Primogenitur für seine Söhne und das Haus Hessen einzuführen. So erhielt sein Sohn Ludwig die Burg Grebenstein und sein Sohn Hermann die Burg Nordeck als Paragium. Beide verpflichteten sich zur Ehelosigkeit, was Ludwig allerdings nicht beachtete. Um der Landesteilung durch eine zweite Ehe vorzubeugen, soll Otto I. seinen Nachfolgern empfohlen haben, nicht standesgemäß zu heiraten. Nach Wilhelm Dilich lautete es darüber wörtlich: „Dieser Otto machte demnach zur verhütung mehreren Streites ein Constitution und anordnung, daß hinfüro alzeit der eltist son unter seinen nachkommen allein regierender fürst sein und daheer ein Landgraf und Herr Hessenlandes und genediger Herr. Die anderen Brüder aber Landgrafen von Hessen und genedige Junkern genannt, welche auch allein ein unterhalt mit rat der Freunden nach gelegenheit des landes gemacht und das land nicht getheilet werden sollte.“
Otto starb am 17. Januar 1328 in Kassel. Er wurde im Kloster Ahnaberg beigesetzt.

## Familie
Mit seiner Frau, Adelheid von Ravensberg († 1335/39), Tochter von Otto III. von Ravensberg, hatte er fünf Kinder:
- Heinrich II., „der Eiserne“ (* vor 1302; † 1376), 1328–1376 Landgraf von Hessen
  - Otto II., „der Schütz“ (* vor 1322; † Dezember 1366), heiratete 1338 Elisabeth, Tochter von Dietrich VII. von Kleve. Die Ehe blieb kinderlos. Ab 1339 war er Mitregent seines Vaters und kaiserlicher Statthalter in Mühlhausen. Otto starb 1366 und sein früher Tod gab Anlass zu der Vermutung, dass er an einem Giftanschlag starb.
  - Judith, starb als Kind
  - Adelheid  (* 1324; † 1371), seit 1341 Ehefrau von Kasimir III. von Polen
  - Elisabeth († 7. März 1390), am 4. Oktober 1341 mit Herzog Ernst von Braunschweig († 1367) verheiratet, Mutter von Otto von Braunschweig. Sie starb 1390 in Göttingen und wurde in Hannover beigesetzt.
  - Margaretha († 1353), war ab 1339 Nonne im Kloster Haydau.
- Otto (* 1301; † 1361), ab 1331 Erzbischof von Magdeburg
- Ludwig (* 1305; † um 1345), erhielt nach der Primogenitur seines Bruders die Burg Grebenstein als Paragium. Er heiratete um 1340 Elise (auch Elisabeth oder Margaretha), Tochter des Grafen Simon II. von Sponheim. 
  - Otto (* 1338, † 1357) war für den geistlichen Stand bestimmt und wurde in Magdeburg erzogen, wo er als Nachfolger seines Onkels Otto Erzbischof von Magdeburg werden sollte. Er starb schon jung. Angeblich fiel er einem Giftanschlag zum Opfer, der durch den Abt Heinrich VII. von Kranlucken des Klosters Fulda veranlasst wurde.
  - Hermann II., „der Gelehrte“ (* ca. 1342; † 1413), folgte seinem Onkel Heinrich II. als Landgraf von Hessen.
  - Agnes (* 1342; † 25. Dezember 1394), war Äbtissin im Sankt Katharinenkloster in Eisenach, wo sie auch starb.
- Hermann († zwischen 1368 und 1370), erhielt nach der Primogenitur seines Bruders Heinrich II. die Burg Nordeck als Paragium, 1349 auch die Burg Grebenstein. In einer Urkunde vom 31. Juli 1368 wird er als lebend erwähnt, eine weitere Urkunde vom 12. Juli 1370 bezeichnete ihn „als Seyligin“ (selig, d. h., er war tot).
- Elisabeth († nach 1354), seit 1346 verheiratet mit Herzog Rudolf II. von Sachsen-Wittenberg.